# 佐々木卓夫
佐々木 卓夫（ささき たくお、1956年12月3日 - ）は、日本の実業家。トヨタファイナンシャルサービス代表取締役社長を経て、豊田自動織機代表取締役副社長、日本実業団陸上競技連合副会長。

## 人物・経歴
東京都出身。1975年開成高等学校卒業。1980年東京大学経済学部卒業、トヨタ自動車工業（現：トヨタ自動車）入社。2003年トヨタモーター コーポレーション オーストラリア出向。2006年経理部部長。2009年常務役員。2011年顧問。同年からトヨタファイナンシャルサービス代表取締役社長を務め、2012年にはトヨタアセットマネジメントを三井住友アセットマネジメントと合併させるなどとする資産運用事業統合に関する合意を行った。2013年トヨタ自動車常務役員経理本部本部長。2015年豊田自動織機専務取締役。2016年豊田自動織機取締役・専務役員。2018年豊田自動織機代表取締役副社長。2021年中部実業団陸上競技連盟会長、ユー・エム・シー・エレクトロニクス取締役、日本実業団陸上競技連合副会長。2022年アイチコーポレーション取締役。